# Saga. Il canto dei canti
(Giovanni Lindo Ferretti)
Saga. Il canto dei canti è l'album di Giovanni Lindo Ferretti uscito nel 2013. Il tema dell'album s'intuisce dal sottotitolo "Opera equestre", all'album infatti è conseguito - con lo stesso titolo - uno spettacolo teatrale ideato da Ferretti e incentrato sui cavalli, che lo stesso Ferretti alleva nella sua stalla a Cerreto Alpi.

## Tracce
1. Pons Tremolans
2. Uomini cavalli e montagne
3. Il primo cavaliere
4. T.P.R.
5. Ben poco onore
6. Maciste all'inferno
7. Come gli avi miei
8. Canto da bivacco (conosciuto anche come "La svolta")
9. Il lavorio dei giorni
10. Maritima Loca
11. Evoluzione
12. Ombra brada
13. Divampa
14. L'anno che viene
15. Canto eroico

## Classifiche
| Classifica | Posizione massima |
| Italia     | 85                |